# Dactylopisthes video
Dactylopisthes video är en spindelart som först beskrevs av Chamberlin och Ivie 1947.  Dactylopisthes video ingår i släktet Dactylopisthes och familjen täckvävarspindlar. Inga underarter finns listade i Catalogue of Life.